# Deutsches Jungvolk
Deutsches Jungvolk (DJ) (tradução: Jovens Populares Alemães) foi uma organização de jovens na Alemanha Nazista para meninos com idade entre 10 e 14 anos, parte do movimento da Juventude Hitlerista. Através de um programa de atividades ao ar livre, desfiles e esportes, que teve como objetivo doutrinar seus jovens membros aos princípios da ideologia nazista. A filiação se tornou plenamente obrigatório para meninos elegíveis em 1939. Até o final da Segunda Guerra Mundial, alguns haviam se tornado crianças-soldados.

## Desenvolvimento

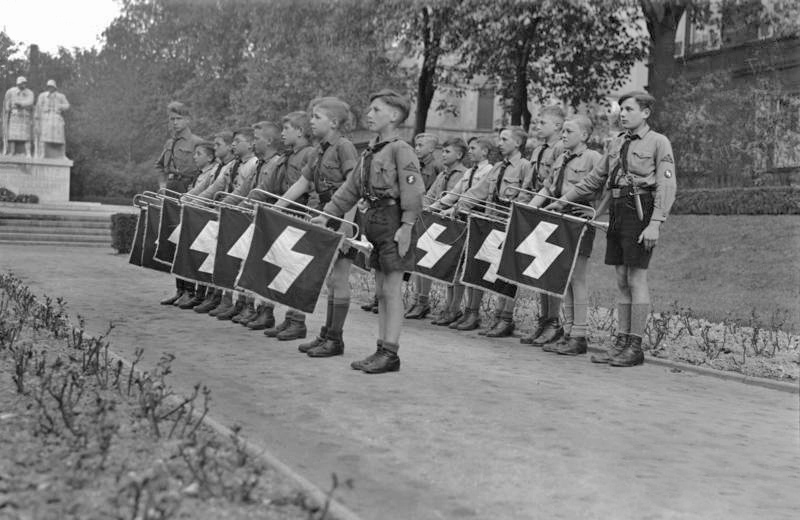
Trombeteiros Deutsches Jungvolk em um comício nazista na cidade de Worms, em 1933. Seus banners ilustram a insignia dos Deutsches Jungvolk.

Deutsches Jungvolk ou "DJ" (também "DJV") foi fundado em 1928 por Kurt Gruber, sob o título Jungmannschaften, mas foi renomeado para Knabenschaft e finalmente Deutsches Jungvolk in der Hitler Jugend em março de 1931. Após a promulgação da Lei sobre a Juventude Hitlerista em 1 de dezembro de 1936, os meninos tiveram que ser registrados no Escritório de Jovens do Reich em março do ano em que atingiria a idade de 10 anos; aqueles que foram considerados racialmente aceitáveis eram esperados para participar do DJ. Apesar de não ser obrigatório, a falta de meninos aceitáveis para participar do DJ era visto como uma falha de responsabilidade cívica por parte de seus pais. Os regulamentos ficaram ainda mais rígidos, a Segunda Ordem de Execução da Lei sobre a Juventude Hitlerista ("Regulamento do Serviço da Juventude") em 25 de março de 1939, o que fez a adesão do DJ ou Hitler Jugend ("HJ") obrigatória para todos os alemães entre 10 e 18 anos de idade. Os pais poderiam ser multados ou presos por não registrar os seus filhos. Eles eram observados por "um oficial médico do HJ ou um médico encomendado pelo HJ" se fossem "inaptos para o serviço", ou se eles eram judeus, eram considerados culpados de "atos infames". Poloneses étnicos ou dinamarqueses que viviam no Reich (isso foi antes do início da guerra) poderiam se aplicar a isenção, mas não foram excluídos.

## Treinamento e atividades
O DJ e o HJ copiaram muitas das atividades das diversas organizações de jovens alemães que substituíram. Para muitos meninos, o DJ foi a única maneira de participar de esportes, camping e caminhadas. No entanto, o principal objetivo do DJ foi a inclucação de meninos nos princípios políticos do nacional-socialismo. Membros eram obrigados a assistir a comícios e desfiles do Partido Nazista. Semanalmente, houve a Heimabende, uma noite de reunião nas quartas-feiras para doutrinação política, racial e ideológica. Os meninos foram encorajados a informar as autoridades se as crenças de seus pais eram contrários ao dogma nazista.
Uma vez que a Alemanha estava em guerra, a preparação pré-militar básico aumentou; até o final de 1940, os membros do DJ eram obrigados a ter formação de tiro ao alvo com rifles e participar de "manobras de terreno".

## Organização

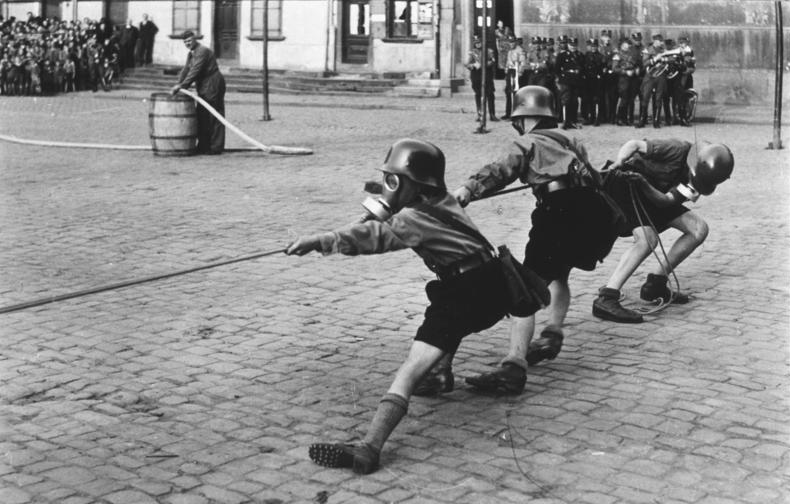
Recrutas do Deutsches Jungvolk de 1933 aprendendo técnicas de combate a incêndio.

Recrutas eram chamados de Pimpfen, uma palavra coloquial que significa "patifes" ou "pirralhos", mas que literalmente significa "peidos". Grupos de 10 meninos eram chamados de Jugenschaft com líderes escolhidos entre os meninos mais velhos; quatro destes formavam uma unidade de chamada de Jungzug. Estas unidades foram posteriormente agrupadas em companhias e batalhões, cada um com seus próprios líderes, que eram geralmente adultos jovens.
Recrutas foram obrigados a jurar uma versão do juramento de Hitler:
"Na presença desta bandeira de sangue que representa o nosso Führer, juro dedicar todas as minhas energias e minhas forças para o salvador do nosso país, Adolf Hitler. Estou disposto e pronto para dar a minha vida por ele, assim Deus me ajude."
Der Pimpf, a revista nazista para os meninos, foi especialmente dedicada àqueles no Deutsches Jungvolk, com aventura e propaganda.

## Uniforme e emblemas

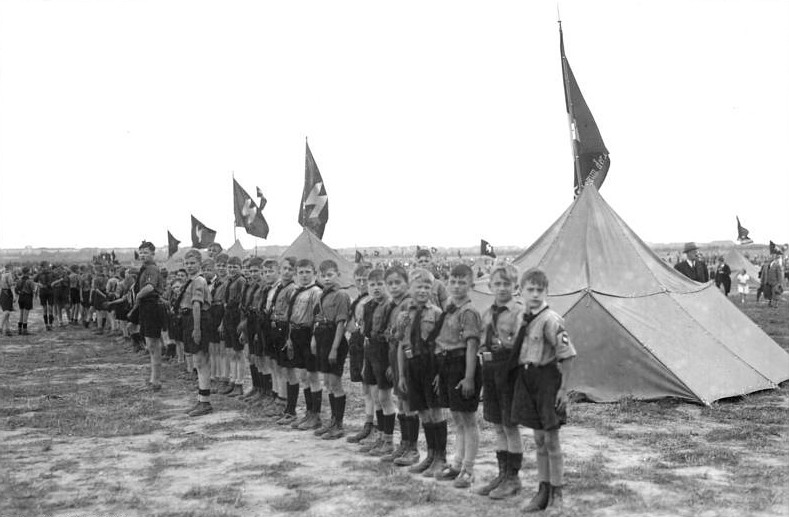
Recrutas do Deutsches Jungvolk alinhados para a chamada em um comício em Berlim, em 1934.

O uniforme do DJ era muito parecido com o equivalente Hitler Jugend. O uniforme de verão consistia de uma bermuda preta e camisa bege com bolsos, usado com um lenço preto enrolado fixado com um woggle, geralmente debaixo do colarinho. Chapelaria inicialmente consistia de uma boina, mas quando isso foi descartado pelo HJ em 1934, o DJ adotou uma tampão lateral colorido que denotava sua unidade.
O emblema do DJ era uma runa branca Sieg em um fundo preto, que simboliza "vitória". Isso foi usado no uniforme, na forma de um emblema, costurado na parte superior da manga esquerda da camisa.

## Tempo de guerra

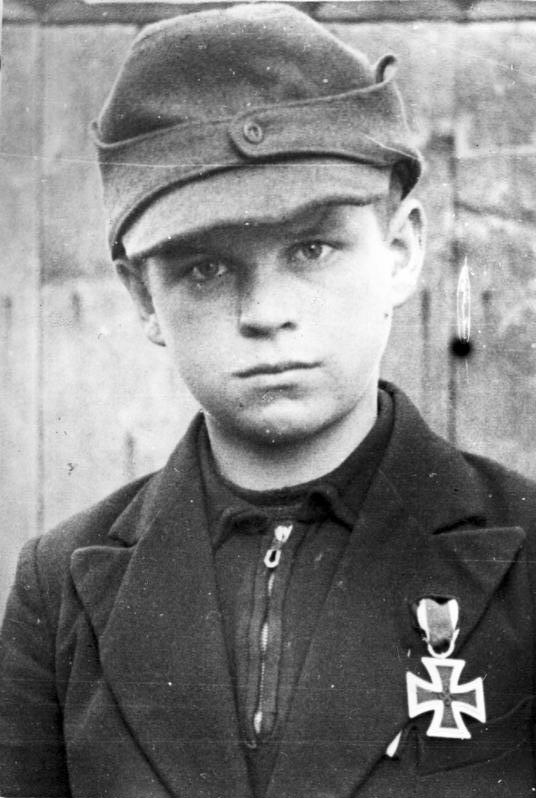
Alfred Zech, com 12 anos de idade comandante do pelotão Jungvolk (desde Goldenau na Alta Silésia) ganhou a Cruz de Ferro de Segunda Classe em 1945 por resgatar soldados feridos, enquanto estava sob fogo inimigo.

Além de sua formação pré-militar, os DJ contribuíram para o esforço de guerra alemão através da recolha de materiais recicláveis como papel e sucata, e agindo como mensageiros para as organizações de defesa civil. Em 1944, o Hitler Jugend fazia parte do Volkssturm, uma milícia de tempo parcial não paga, e as companhias especiais do HJ, muitas vezes formadas dentro dos batalhões Volkssturm. Na teoria, o serviço no Volkssturm foi limitado para meninos com mais de 16 anos de idade, porém os meninos mais jovens, incluindo os membros do Jungvolk, muitas vezes se ofereceram ou foram coagidos a servir nessas unidades; mesmo se juntando aos "esquadrões de tanque de combate aproximado", que se esperava para atacar tanques inimigos com armas de mão. Relatórios de testemunhas oculares da Batalha de Berlim em abril de 1945 têm casos de registros de meninos que lutaram em seus uniformes completos do DJ, com calças curtas.

## Desmembramento
Com a rendição da Alemanha Nazista, em 1945, a organização de fato deixou de existir. Em 10 de outubro de 1945, ela foi proibida pelo Conselho de Controle Aliado, juntamente com outras organizações do Partido Nazista. Nos termos do 86º artigo do Código Penal alemão, a Juventude Hitlerista é uma "organização inconstitucional" e a distribuição ou divulgação pública, seus símbolos, exceto para fins de ensino ou de pesquisa, não são permitidos.